# Libertad Campesina
Libertad Campesina är en ort i Mexiko.   Den ligger i kommunen Osumacinta och delstaten Chiapas, i den sydöstra delen av landet, 700 km öster om huvudstaden Mexico City. Libertad Campesina ligger 1 336 meter över havet och antalet invånare är 580.
Terrängen runt Libertad Campesina är kuperad österut, men västerut är den bergig. Runt Libertad Campesina är det ganska tätbefolkat, med 100 invånare per kvadratkilometer. Närmaste större samhälle är Tuxtla Gutiérrez, 15,7 km sydväst om Libertad Campesina. I omgivningarna runt Libertad Campesina växer huvudsakligen savannskog.